# Landschaftsschutzgebiet für den Stadtkreis Pforzheim
Das Landschaftsschutzgebiet für den Stadtkreis Pforzheim ist ein mit Verordnung der Unteren Naturschutzbehörde beim Landratsamt Alb-Donau-Kreis vom 12. Juli 2005 ausgewiesenes Landschaftsschutzgebiet (LSG-Nummer 4.25.135).

## Lage und Beschreibung
Das 5790,9237 Hektar große Gebiet umgibt die Großstadt Pforzheim nahezu vollständig. Das Gebiet gehört zu den Naturräumen Hügelland der unteren Riß und Mittlere Flächenalb.
Laut Steckbrief soll die natürliche Eigenart und Schönheit, der Erholungswert und die ökologische Funktion von Natur und Landschaft im Verdichtungsraum Pforzheim erhalten werden.
Die Naturschutzgebiete Klebwald, Felsenmeer, Unteres Würmtal und Mangerwiese-Wotanseiche grenzen an das Landschaftsschutzgebiet.
Es ist Teil des FFH-Gebiets Würm-Nagold-Pforte.

## Schutzzweck
Schutzzweck ist gemäß Schutzgebietsverordnung:
Beim Landschaftsteil Gebiete beiderseits der Autobahn
- den Landschaftsraum in seiner Schönheit und Eigenart und in seiner Gesamtheit als typisches Beispiel für die naturräumliche Haupteinheit des wärmebegünstigten Kraichgaues mit seinen in das nördliche Stadtgebiet hineinragenden Untereinheiten Östliches Pfinzgau und Bauschlotter Platte zu erhalten.
- die Bewahrung der die Vielfalt und Eigenart dieser Landschaft prägenden, durch die geologischen Verhältnisse vorgegebenen, kulturhistorisch gewachsenen Gestaltelemente
- den Landschaftscharakter des Schutzgebietes so zu erhalten und zu entwickeln, daß die durch eine harmonische Vielfalt bedingte Erholungseignung und das typische Landschaftsbild nicht wesentlich beeinträchtigt werden
- die Erlebbarkeit der Katharinentaler Senke als einer der größten abflußlosen Verkarstungsgebiete Deutschlands nicht beeinträchtigt wird

Beim Landschaftsteil Mittelsberg
- die Erhaltung des charakteristischen Waldbildes in seiner Schönheit und Eigenart. Prägendes Gestaltelement ist der ehemals als Mittelwald genutzte Laubwaldbestand auf dem Südhang des Malschbachtales mit seinem charakteristischen Standortmosaik aus Oberem Muschelkalk und Gehängeschutt, damit verbundene seltene Pflanzen- und Tiergemeinschaften sowie die Überreste eines römischen Gutshofes. Der Wald erfüllt wichtige Funktionen als Erholungsschwerpunkt und Wasserschutzwald.
- die Bewahrung der strukturreichen Waldgrenze zur Feldflur, besonders zu den Gewannen Herzensgrund und Köhl

Beim Landschaftsteil Kleiner Mittelsberg
- die Erhaltung des charakteristischen Waldbildes in seiner Schönheit und Eigenart. Prägendes Gestaltelement ist der ehemals als Mittelwald genutzte Laubwaldbestand auf dem Südhang des Malschbachtales auf Gehängeschutt mit Kalksteinen des Hauptmuschelkalkes und dazu gehörenden seltenen Pflanzen- und Tiergemeinschaften. Der Wald erfüllt wichtige Funktionen als Erholungs- und Wasserschutzwald;
- die Bewahrung der abwechslungsreichen Waldgrenze zur Feldflur, besonders zum Gewann Köhl;
- den Landschaftscharakter des Schutzgebietes so zu erhalten und zu entwickeln, daß die durch eine harmonische Vielfalt bedingte Erholungseignung und das typische Landschaftsbild nicht wesentlich beeinträchtigt wird und die Lebensstätten und Lebensgemeinschaften der heimischen Tier- und Pflanzenwelt nicht wesentlich beeinträchtigt werden und die Leistungsfähigkeit eines ausgewogenen Naturhaushaltes hinsichtlich des Grundwasserschutzes nachhaltig gesichert werden kann;

Beim Landschaftsteil Kaltenberg
- die Erhaltung des charakteristischen Waldbildes in seiner Schönheit und Eigenart. Prägendes Gestaltelement ist der ehemals als Mittelwald genutzte Laubwaldbestand auf dem Nordhang des Malschbachtales mit seinem charakteristischen Standortmosaik aus Mttlerem Muschelkalk und Gehängeschutt und den daran gebundenen seltenen Pflanzen- und Tiergemeinschaften. Der Wald erfüllt wichtige Funktionen als Erholungs- und Wasserschutzwald
- die Bewahrung der strukturreichen Waldgrenze zur Feldflur, besonders zu den Gewannen Vor dem Kaltenberg, Hinter dem Kaltenberg und Schelmenäcker.
- den Landschaftscharakter des Schutzgebietes so zu erhalten und zu entwickeln, daß die durch eine harmonische Vielfalt bedingte Erholungseignung und die Lebensstätten und Lebensgemeinschaften der heimischen Tier- und Pflanzenwelt nicht wesentlich beeinträchtigt werden und die Leistungsfähigkeit eines ausgewogenen Naturhaushaltes hinsichtlich des Grundwasserschutzes nachhaltig gesichert werden kann.

Beim Landschaftsteil Wallberg
- die Erhaltung und Sicherung des Wallberges und seiner direkten Umgebung als Mahnmahl für die Zerstörungen des Zweiten Weltkrieges, als Aussichtspunkt und als Lebensraum für die heimische Tier- und Pflanzenwelt. Das Landschaftsbild wird durch die einprägsam landschaftsarchitektonisch gestaltete Kuppe des Trümmerberges mit seinem Erosionsschutzwald und seinen Ruderalfluren dominiert. Die Aufschüttung wurde nach dem Zweiten Weltkrieg sowohl in ehemaligen Steinbrüchen als auch auf dem First der steil aus dem Enztal aufsteigenden Hauptmuschelkalk-Schichtstufe vorgenommen und ist daher aus vielen Teilen des Stadtgebietes als markante "Stadtkrone" zu sehen. An der südlich exportierten Schichtstufenstirn sind die natürlichen Standortverhältnisse erhalten geblieben. Diese trockenwarmen Standorte mit ihrer natürlichen Strukturvielfalt sind als Trittsteinbiotope für einen Biotopverbund im nördlichen Stadtgebiet unersetzlich.
- die Bewahrung der die Vielfalt und Eigenart dieser Landschaft prägenden Gestaltelemente, insbesondere  des künstlich gestalteten Trümmerberges, der neben der Mahnmalfunktion auch als Aussichtspunkt und Erholungsschwerpunkt sowie als ökologischer Ausgleichsraum für die heimische Pflanzen- und wildlebende Tierwelt wichtige Aufgaben erfüllt, der Sukzessionswälder und der Ruderalfluren im Bereich der ehemaligen Steinbrüche als wichtige Ausgleichsräume, des für die wissenschaftliche Forschung und Lehre sowie die Landeskunde bedeutsamen erdgeschichtlichen Aufschlusses, der naturnahen Hecken, Gebüsche und wärmeliebenden Pflanzengemeinschaften auf den flachgründigen Muschelkalkstandorten als Lebensräume für eine Vielzahl landschaftstypischer und seltener Tierarten.
- den Landschaftscharakter des Schutzgebietes so zu erhalten und zu entwickeln, daß der Mahnmalcharakter nicht wesentlich beeinträchtigt wird, die durch eine harmonische Vielfalt bedingte Erholungseignung und das typische Landschaftsbild nicht wesentlich beeinträchtigt wird, die Lebensstätten und Lebensgemeinschaften der heimischen Tier- und Pflanzenwelt nicht wesentlich beeinträchtigt werden, die positiven Auswirkungen des Kaltluftabflusses nicht beeinträchtigt werden, die Leistungsfähigkeit eines ausgewogenen Naturhaushaltes hinsichtlich des Bodenschutzes nachhaltig gesichert werden kann.

Beim Landschaftsteil Wartberg
- die Erhaltung des Wartberges in seiner Schönheit und Eigenart und in seiner Gesamtheit als der Stadtbild prägende Landschaftsraum an der Grenze zwischen den Naturräumen Bauschlotter Platte und Pforzheimer Enztal. Das Landschaftsbild auf der Grenze zwischen den Naturräumen Pforzheimer Enztal und Bauschlotter Platte wird im Wesentlichen von der steil aus dem nördlichen Stadtgebiet anfragenden Trochitenkalk - Schichtstufenstirn geprägt. Der untere, flacher geneigte Teil der Stirn besteht aus den weniger widerstandsfähigen Gesteinen des Mittleren Muschelkalkes bzw. aus Gehängeschutt. Die historische Parkanlage mit ihrem naturnahen Kiefernwald auf dem Schichtstufentrauf betont den Wechsel des Landschaftsraumes in charakteristischer Weise und ist aus vielen Teilen des Stadtgebietes hervorragend einzusehen. Die naturnahe Gestaltung der Parkanlage und deren extensive Pflege ermöglicht einer Vielzahl naturraumtypischer Pflanzen und wildlebender Tiere ein Überleben in direkter Siedlungsnähe. Die trockenwarmen Standor  te mit ihrer natürlichen Strukturvielfalt sind als Trittsteinbiotope für einen Biotopverbund im nördlichen Stadtgebiet unersetzlich. Neben ihrer besonderen Eignung hinsichtlich des Naturgenusses und des Arten- und Biotopschutzes tragen die genannten Landschaftselemente, insbesondere die Waldflächen, zur Anreicherung und zum Schutz des empfindlichen Grundwasserkörpers bei. Die auf den Freiflächen bei austauscharmen Wetterlagen entstehende Kaltluft trägt zur Durchlüftung der hangabwärts angrenzenden Siedlungsbereiche bei.
- die Bewahrung der die Vielfalt und Eigenart dieser Landschaft prägenden, aus natürlicher Landschaftsgestalt und historischer Parkanlage hervorgegangenen Gestaltelemente, insbesondere der eindrucksvollen Schichtstufenstirn als charakteristischem Merkmal für den Landschaftswechsel im Norden der Stadt, der naturnahen Gebüsch- und Waldgesellschaften sowie der extensiven Mähwiesen als Lebensraum naturraumtypischer Pflanzen und freilebender Tiere,  der natürlichen trockenwarmen Standorte am südexponierten Hangbereich als wertvolle Trittsteinbiotope.
- den Landschaftscharakter des Schutzgebietes so zu erhalten und zu entwickeln, daß die durch eine harmonische Vielfalt bedingte Erholungseignung und das typische Landschaftsbild nicht wesentlich beeinträchtigt werden, die Lebensstätten und Lebensgemeinschaften der heimischen Tier- und Pflanzenwelt nicht wesentlich beeinträchtigt werden, die positiven Auswirkungen des Kaltluftabflusses nicht beeinträchtigt werden, die Leistungsfähigkeit eines ausgewogenen Naturhaushaltes hinsichtlich des Wasser und Bodenschutzes nachhaltig gesichert werden kann.

Beim Landschaftsteil Hühnerbach - Tiefenbach
- die Erhaltung der Talräume und Streuobstgebiete westlich der Gartenstadt Arlinger in ihrer Schönheit und Eigenart und in ihrer Gesamtheit als typischer Landschaftsraum des wärmebegünstigten Pforzheimer Enztales. Das Bild dieser Landschaft wird durch die Muldentäler des Hühnerbaches - im Volksmund auch Gänsebächle genannt - und des Tiefenbaches geprägt, die aufgrund ihrer Entwässerungsrichtung zum Neckar bedeutend weniger Erosionsleistung aufweisen als die dem Rheintal zufließenden tiefer eingeschnittenen Gewässer des Pfinzgaues. An den Talflanken treten die widerstandsfähigeren Kalksteine des Unteren Muschelkalkes als charakteristische Geländeabsätze in Erscheinung. Aufgrund der geologisch - bodenkundlichen Voraussetzungen finden sich in diesen Landschaftsausschnitten gegensätzlichste Standortverhältnisse auf engstem Raum und durch die extensive Nutzung damit verbunden eine Vielzahl landschaftstypischer Pflanzengemeinschaften und wildlebender Tiere. Ausgedehnte, zum Teil sehr alte Streuobstbestände vervollkommnen das reizvolle Landschaftsbild. Sowohl die trockenwarmen als auch die wechselfeuchten Standorte mit ihrer natürlichen Strukturvielfalt sind als Trittsteinbiotope für einen Biotopverbund im nördlichen und südlichen Stadtgebiet unersetzlich. Die Streuobstwiesen, die Talräume und das Lachenwäldele erfüllen wichtige Funktionen für die siedlungsbezogene Naherholung und tragen durch ihre Kaltluftproduktion und Staubfilterung zum klimatischen Ausgleich bei austauscharmen Wetterlagen bei;
- die Bewahrung der die Vielfalt und Eigenart dieser Landschaft prägenden aus der natürlichen Geländestruktur und der historisch gewachsenen Bodennutzung hervorgegangenen Gestaltelemente, insbesondere der durch Geländeabsätze und Vielfalt der Standortverhältnisse vielgestaltigen Hangwiesen mit ihrer typischen Vegetation, hauptsächlich wechselfeuchte Glatthaferwiesen, Trespenwiesen und als Besonderheit wechselfeuchte Salbei-Glatthaferwiesen, die seltenen Tierarten Lebensraum bieten, der ausgedehnten, alten Streuobstbestände, der artenreichen Hecken und Feldgehölze im Tiefenbachtal, der abwechslungsreichen Feldflur und Waldgrenze im Gewann Lachenwäldele.
- den Landschaftscharakter des Schutzgebietes so zu erhalten und zu entwickeln, daß die durch eine harmonische Vielfalt bedingte Erholungseignung und das typische Landschaftsbild nicht wesentlich beeinträchtigt werden, die Lebensstätten und Lebensgemeinschaften der heimischen Tier- und Pflanzenwelt nicht wesentlich beeinträchtigt werden, die Leistungsfähigkeit eines ausgewogenen Naturhaushaltes hinsichtlich einer Förderung der positiven klimatischen Einflüsse und des Bodenschutzes gesichert werden kann.

Beim Landschaftsteil Klingklamm, Buckenberg und Kanzlerwald
- die Landschaft im Bereich der Nordabdachung der Enz-Nagold-Platte in ihrer Schönheit und Eigenart und in ihrer Gesamtheit als typischen Landschaftsraum der Schwarzwald-Randplatten auf der einprägsamen Landschaftsgrenze zum Pforzheimer Enztal und zum Kraichgau zu erhalten. Der Raum auf der Nordabdachung der Schwarzwaldrandplatten zeigt durch die tief zum Enztal in den Buntsandstein eingeschnittenen Kerbtäler von Klingklarnm, Buckenbergklarnrn, Schulerwaldklamm, Kanzlerklamm und Schindersklamm mit den dazwischen liegenden strukturreichen Riegeln ein vielgestaltiges, das Stadtbild weithin prägendes Landschaftsbüd. Die Waldflächen erfüllen als Wasserschutzwald, als Erholungswald (Stufe 2) mit dem Naherholungsschwerpunkt der Römischen Ruinen und als Immissionschutzwald (nördlich des Heuweges) für den Siedlungsraum wichtige Funktionen. Die freie Feldflur trägt wesentlich zur Versorgung der Innenstadt mit Frischluft bei. Die Kerbtäler sammeln den Luftstrom und wirken als Ventilationsbahnen. Insbesondere die Gehölzbestände, die natürlichen Kerbtäler und die vernäßten Waldflächen bieten einer Vielzahl zum Teil bedrohter Tier- und Pflanzenarten einen hervorragenden Lebensraum. Die nassen und wechselfeuchten Standorte mit ihrer natürlichen Strukturvielfalt sind als Trittsteinbiotope im nördlichen Stadtgebiet unersetzlich.
- die Bewahrung der die Vielfalt und Eigenart dieser Landschaft prägenden, durch die natürliche Landschaftsstruktur vorgegebenen und kulturhistorisch gewachsenen Gestaltelemente, insbesondere der natürlichen Kerbtäler, der freien Feldflur mit ihren Landschaftsbild prägenden Gehölzgruppen, der geschlossenen Waldfläche in ihrer Erholungs-, Wasserschutz- und Immissionsschutzfunktion, der abwechslungsreichen Waldgrenze, besonders im Bereich Schafwiesen und Buckenberg sowie zu den Sukzessionswäldern an der Talflanke zum Enztal, der natürlichen und naturnahen Lebensräume - neben den Kerbtälern besonders der Gebüsche, Hecken, Trockenmauern, Hohlwege, Streuobstbestände, Feuchtwälder und der geschlossenen Waldbestände der zur Hochfläche aufsteigenden Talflanke des Enztales - als schutzbedürftige Lebensstätten für wildwachsende Pflanzen- und freilebende Tierarten.
- den Landschaftscharakter des Schutzgebietes so zu erhalten und zu entwickeln, daß die durch eine harmonische Vielfalt bedingte Erholungseignung und das typische Landschaftsbild nicht wesentlich beeinträchtigt werden, die Lebensstätten und Lebensgemeinschaften der heimischen Tier- und Pflanzenwelt nicht wesentlich beeinträchtigt werden, die positiven Auswirkungen der Kaltluftproduktion und des Kaltluftabflusses nicht beeinträchtigt werden, die Leistungsfähigkeit eines ausgewogenen Naturhaushaltes hinsichtlich Boden-, Wasser- und Immissionsschutz nachhaltig gesichert werden kann.

Beim Landschaftsteil Fürstteich
- die Erhaltung des charakteristischen Waldbildes in seiner Schönheit und Eigenart und in seiner Gesamtheit als typischer Landschaftsraum auf der Grenze der Naturräume Schwarzwaldrandplatten (Enz-Nagold-Platten) und Neckarbecken (Östlicher Hagenschieß). Prägende Gestaltelemente sind das Kerbtal der Mäuerachklinge mit dem Zulauf des Trudelgrabens und die Wälder auf einem vielfältigen Standortmosaik, das von Böden des Unteren Muschelkalkes und Oberen Buntsandsteines bis hin zu Lößlehm überdeckten Standorten reicht. Die Flächen erfüllen als Wasserschutz- und Erholungswald (Stufe 2) wichtige Funktionen für den Siedlungsbereich.
- die Bewahrung der abwechslungsreichen Waldgrenze zur offenen Feldflur, besonders zu den Gewannen Bei der Schanz, Fürstteich und Lindengefäll.
- den Landschaftscharakter des Schutzgebietes so zu erhalten und zu entwickeln, daß die durch eine harmonische Vielfalt bedingte Erholungseignung und das typische Landschaftsbild nicht wesentlich beeinträchtigt werden, die Lebensstätten und Lebensgemeinschaften der heimischen Tier- und Pflanzenwelt nicht wesentlich beeinträchtigt werden, die Leistungsfähigkeit eines ausgewogenen Naturhaushaltes hinsichtlich Wasser- und Bodenschutz nachhaltig gesichert werden kann.

Beim Landschaftsteil Nagoldtal
- Der Landschaftsraum wird durch das tief in den Oberern und Mittleren Buntsandstein eingeschnittene Kerbsohlental der Nagold bestimmt. Die Nagold stellt sich noch in weiten Strecken als naturnaher oder natumah verbauter Flußlauf mit strömendem Wasser, wechselnd sandig-schotteriger Sohle mit Inseln, natürlichen Prall- und Gleithängen und dynamischer Uferlinie dar. Wertbestimmende Gesichtspunkte sind die natumahe Ausbildung der Pflanzengesellschaften und des gesamten Biotopkomplexes mit einer ausgeprägten, landschaftstypischen Zonation, das daraus resultierende für den Nordschwarzwald charakteristische Landschaftsbild des Nagoldtales sowie seiner -ökologischen Ausgleichsfunktion, welche bis in den Siedlungsbereich der Stadt hineinreicht. Die nassen und wechselfeuchten Standorte mit ihrer natürlichen Strukturvielfalt sind als Trittsteinbiotope im südlichen Stadtgebiet unersetzlich. Sie bieten zahlreichen seltenen, naturraumtypischen Tierarten einen ausgezeichneten Lebensraum. Die Waldflächen an den Talflanken erfüllen wichtige Funktionen als Bodenschutzwald. Neben ihrer besonderen Eignung hinsichtlich des Naturgenusses und des vorhandenen Arten- und Biotopschutzpotentiales tragen die genannten Landschaftselemente zur Anreicherung und zum Schutz des empfindlichen Grundwasserkörpers bei.
- die Bewahrung der die Vielfalt und Eigenart dieser Landschaft prägenden, geologisch-morphologisch bedingten und kulturhistorisch gewachsenen Gestaltelemente, insbesondere des naturnahen Flußlaufes der Nagold einschließlich der dynamischen Uferlinie und der natürlichen Retentionsflächen mit ihren Hochstaudenfluren, Feuchtwiesen und -brachen, der natürlichen nassen und wechselfeuchten Standortverhältnisse im Auebereich, der natürlichen Gebüschsukzessionen im Auebereich, der Waldflächen und Blockhalden an den steilen Talflanken, der abwechslungsreichen Grenzstrukturen zwischen Fließgewässer, Uferlinie, Wiesen, Brachen und natürlichen Sukzessionsgebüschen im Auebereich einerseits und den Waldflächen an den Talflanken andererseits.
- den Landschaftscharakter des Schutzgebietes so zu erhalten und zu entwickeln, daß die durch eine harmonische Vielfalt bedingte Erholungseignung und das typische Landschaftsbild nicht wesentlich beeinträchtigt werden, die Lebensstätten und Lebensgemeinschaften der heimischen Tier- und Pflanzenwelt nicht wesentlich beeinträchtigt werden, die positiven Auswirkungen der Kaltluftproduktion und des Kaltluftabflusses nicht beeinträchtigt werden, die Leistungsfähigkeit eines ausgewogenen Naturhaushaltes hinsichtlich des Wasser- und Bodenschutzes nachhaltig gesichert werden kann.

Beim Landschaftsteil Hämmerlesberg
- Die Erhaltung des Hämmerlesberges in seiner Schönheit und Eigenart als typischer Umlaufberg der Nagold im Naturraum Nordschwarzwald. Der Hämmerlesberg ragt im Bereich Dillstein steil aus dem Nagoldtal empor. Der Umlaufberg hat durch seine besondere Topographie die Siedlungsentwicklung des ehemaligen Straßendorfes wesentlich beeinflußt und bestimmt bis heute das Landschaftsbild in diesem Bereich. Die Vorkommen tertiärer Schotterterrassen auf der Verebnungsfläche weisen auf einen ehemals gestreckten Verlauf der Nagold hin. Die weniger steilen Hänge und die Verebnungsfläche auf der Kuppe des Hämmlersberges werden traditionell als Gärten genutzt. Der Landschaftsraum ist von besonderer Bedeutung für die Naherholung im Siedlungsbereich Dillweißenstein. Hier finden sich außerdem noch zahlreiche für die heimische Tier- und Pflanzenwelt bedeutsame Biotopstrukturen, wie zum Beispiel Trockenmauern und Hecken. Die Waldflächen erfüllen wichtige Funktionen als Klimaschutz- und Bodenschutzwälder.
- die Bewahrung der die Vielfalt und Eigenart dieser Landschaft prägenden, geologisch-morphologisch bedingten und kulturhistorisch gewachsenen Gestaltelemente, insbesondere: des Umlaufberges in seiner Gesamtheit, der abwechslungsreichen Waldränder besonders im Bereich Bürgried, Großenried und Dillsteiner Hälden, der bedeutsamen Biotopstrukturen, zum Beispiel Trockenmauern und Hecken, der Waldflächen mit ihren Boden- und Klimaschutzfunktionen.
- den Landschaftscharakter des Schutzgebietes so zu erhalten und zu entwickeln, daß das als landschaftsgeschichtliches Zeugnis charakteristische Landschaftsbild nicht wesentlich beeinträchtigt wird, die durch eine harmonische Vielfalt bedingte Erholungseignung und das typische Landschaftsbild nicht wesentlich beeinträchtigt werden, die Lebensstätten und Lebensgemeinschaften der heimischen Tier- und Pflanzenwelt nicht wesentlich beeinträchtigt werden, die Leistungsfähigkeit eines ausgewogenen Naturhaushaltes hinsichtlich einer Förderung der positiven klimatischen Einflüsse sowie des Bodenschutzes nachhaltig gesichert werden kann.

Beim Landschaftsteil Felsenwäldele
- die Erhaltung von Resten des ehemaligen Umlaufberges der Nagold mit seinen offenen Felsbildungen und dem charakteristischen Waldbild in seiner Schönheit und Eigenart. Prägende Gestaltelemente sind die offenen Felsbildungen am ehemaligen Prallhang der Nagold und der dem Bodenschutz dienende Waldbestand.
- den Landschaftscharakter des Schutzgebietes so zu erhalten und zu entwickeln, daß das als landschaftsgeschichtliches Zeugnis charakteristische Landschaftsbild nicht wesentlich beeinträchtigt wird, die Lebensstätten und Lebensgemeinschaften der heimischen Tier- und Pflanzenwelt nicht wesentlich beeinträchtigt werden, die Leistungsfähigkeit eines ausgewogenen Naturhaushaltes hinsichtlich des Bodenschutzes nachhaltig gesichert werden kann.

Beim Landschaftsteil Würmtal mit angrenzenden Gebieten
- die Erhaltung eines für die Nordabdachung des Nordschwarzwaldes typischen Landschaftsausschnittes in seiner Schönheit und besonderen Eigenart mit zahlreichen markanten Gestaltelementen der Naturräume Enz-Nagold-Platte und Östlicher Hagenschieß dem Würmtal, an dessen Sohle die Würm noch in weiten Strecken als naturnaher oder naturnah verbauter Flußlauf mit strömendem Wasser, wechselnd sandig- lehmig- schotteriger Sohle mit Inseln, natürlichen Prall- und Gleithängen und dynamischer Uferlinie fließt. Wertbestimmende Gesichtspunkte sind die naturnahe Ausbildung der Pflanzengesellschaften und des gesamten Biotopkomplexes mit einer ausgeprägten, landschaftstypischen Zonation, das daraus resultierende für den Nordschwarzwald charakteristische Landschaftsbild des Würmtales sowie seiner ökologischen Ausgleichsfunktion, welche bis in den Siedlungsbereich der Stadt hineinreicht. Die nassen und wechselfeuchten Standorte mit ihrer natürlichen Strukturvielfalt sind als Trittsteinbiotope im südlichen Stadtgebiet unersetzlich und ermöglichen das Vorkommen einer Vielzahl, zum Teil seltener Tier- und Pflanzenarten. Morphologisch gesehen handelt es sich um ein für den Nordschwarzwald typisches Kerbsohlental, welches sich tief in den Mittleren Buntsandstein eingeschnitten hat. Die Besonderheit im Verlauf der Würm ergibt sich aus der Tatsache, daß sie im Schönbuch bei Hildrizhausen entspringend zunächst durch das Muschelkalkgebiet der Gäulandschaften fließt und erst bei Mühlhausen in das Buntsandsteingebiet eintritt und damit ein atypisches Flußgebiet mit immer enger werdendem Talquerschnitt und steigendem Gefälle darstellt. Auf das Einzugsgebiet der Gäulandschaften weisen auch die Aueablagerungen mit ihrem großen Lehmanteil hin. Das Würmtal mit seinem ausgeprägten Bergwindsystem trägt als Ventilationsbahn wesentlich zur Frischluftversorgung der Pforzheimer Innenstadt bei. Zusätzlich zu den natürlichen Gestaltelementen zeichnet sich das Würmtal durch zahlreiche kulturhistorische Zeugnisse aus. Neben den Kanalzuleitungen für die ehemaligen bzw. noch bestehenden Hammer- und Sägewerke bzw. Mühlen, wird der Flußlauf durch zahlreiche Wehre und ehemalige Schwellstuben gegliedert, die auf eine ehemalige Nutzung des Flusses zur Scheitholzflößerei hinweisen. Darüber hinaus finden sich an vielen Stellen noch Reste ehemaliger Bewässerungssysteme zur Wiesenwässerung, dem Erzkopf mit seiner steil aus dem Würm- und Nagoldtal aufsteigenden Talflanke und seinem das Stadtbild in weiten Teilen prägenden Waldbild. Neben dem Bodenschutz erfüllt der Wald wichtige Funktionen für die Nah- und Fernerholung - Erholungswald Stufe 1, Beginn der Hauptwanderwege durch den Schwarzwald. Insbesondere die naturnahen Waldgesellschaften und der natürliche Verlauf der Erz- und Jettenbrunnenklinge sind aufgrund ihrer Strukturvielfalt als wichtige Trittsteinbiotope im südlichen Stadtgebiet unersetzlich, den landschaftsprägenden Streuobstbeständen und Berg-Glatthaferwiesen auf der Rodungsinsel des Waldhufendorfes Würm. Neben ihrer besonderen Erholungsfunktion als Offenland innerhalb des großen Waldgebietes kommt ihnen aufgrund ihrer Strukturvielfalt und den großen Randflächeneffekten eine besondere Bedeutung für zahlreiche landschaftstypische Tier- und Pflanzenarten zu, dem östlich an das Würmtal angrenzenden, auf einem besonders vielfältigen Standortmosaik stockenden Hagenschießwald. Die Waldflächen mit ihren zahlreichen Erholungsschwerpunkten sind als notwendige Freiflächen im Verdichtungsraum Pforzheim erforderlich - Erholungswald Stufe 1 und 2. Die Waldflächen tragen zur Anreicherung und zum Schutz des empfindlichen Grundwasserkörpers im klüftigen Buntsandstein bei. An den steilen Talflanken zum Würmtal schützt die Gehölzbestockung die meist flachgründigen Böden vor Erosion. Das vielfältige Standortmosaik und der zum Teil alte Baumbestand mit seinem naturnahen Aufbau in den Schon- und Bannwäldem ermöglicht einer Vielzahl besonderer Pflanzengesellschaften und seltener, schutzbedürftiger Tierarten ein Überleben. Insbesondere die abflußträgen, wechselfeuchten und vernässenden Waldstandorte, die natürlichen Kerbtäler von Lettenbachklinge, Drehklinge, Immelsklinge sowie die nassen und wechselfeuchten Standorte im Kirnbachtal mit seinen westlichen Zuflüssen sind aufgrund ihrer natürlichen Strukturvielfalt als Trittsteinbiotope im südlichen Stadtgebiet unersetzlich, der Rodungsinsel des Hofgutes Hagenschieß, mit dem Oberlauf der Mäuerachklinge und dem Trudelgraben. Die Freiflächen tragen über die Ventilationsbahn der Mäuerachklinge in erheblichen Maße zum Flurwindsystem des unteren Enztales und damit zur Frischluftversorgung der Pforzheimer Oststadt bei.
- die Bewahrung der die Vielfalt und Eigenart dieser Landschaft prägenden, morphologisch und standörtlich vorgegebenen und kulturhistorisch gewachsenen Gestaltelemente, insbesondere des Kerbsohlentales der Würm mit seinem landschaftstypischen Charakter, des naturnahen Flußlaufes der Würm und ihrer Zuflüsse einschließlich der dynamischen Uferlinie mit den natürlichen Retentionsflächen und den daran gebundenen naturraumtypischen Pflanzen- und Tiergemeinschaften, der zahlreichen natürlichen Abflußgerinne und den daran gebundenen naturraumtypischen Pflanzen- und Tiergemeinschaften auf der Hochfläche des Hagenschießwaldes, der wechselfeuchten bis nassen Standorte mit ihrer natürlichen Strukturvielfalt, der Waldflächen an den Talflanken des Würmtales und auf der Hochfläche des Hagenschießwaldes mit ihren vielfältigen, im Verdichtungsraum besonders notwendigen Wasser-, Erholungs-, Biotop- und Bodenschutzfunktionen, der offenen Feldflur mit ihren landschaftstypischen Gehölzstrukturen - Streuobstwiesen, Hecken und Gebüsche, bachbegleitende Galeriewälder - auf den Rodungsinseln und offenen Wiesentälern, der abwechslungsreichen Grenzstrukturen zwischen Fließgewässer, Uferlinie, Wiesen, Brachen und natürlichen Sukzessionsgebüschen im Auebereich der Würm sowie zwischen den Waldflächen an den Talflanken und auf der Hochfläche des Hagenschießwaldes und den landwirtschaftlichen Nutzflächen auf den Rodungsinseln und den offenen Wiesentälern, der landschaftsgeschichtlichen Dokumente.
- den Landschaftscharakter des Schutzgebietes so zu erhalten und zu entwickeln, daß die aufgrund der harmonischen Vielfalt vorhandene Erholungseignung und das typische Landschaftsbild nicht wesentlich beeinträchtigt werden, die Lebensstätten und Lebensgemeinschaften der heimischen Tier- und Pflanzenwelt nicht wesentlich beeinträchtigt werden, die positiven Auswirkungen der Kaltluftproduktion und des Kaltluftabflusses nicht beeinträchtigt werden, die Leistungsfähigkeit eines ausgewogenen Naturhaushaltes hinsichtlich Boden- und Wasserschutz nachhaltig gesichert werden kann.

Beim Landschaftsteil Hohenwart
- Das Landschaftsbild der Rodungsinsel wird durch die Waldflächen auf der einen und die offene Feldflur des Waldhufendorfes Hohenwart mit den zum Teil gut ausgeprägten Waldrändern, Streuobstbeständen, mageren Wiesengesellschaften und Feuchtgebietskomplexen auf der anderen Seite geprägt. Die Erholungsfunktion des Waldes - Erholungswald Stufe 1 und 2 - wird durch die offene Rodungsinsel mit ihren Waldrandeffekten wesentlich unterstützt. Besonders die Biotopkomplexe auf den feuchten und wechselfeuchten Standorten bieten Lebensraum für zahlreiche, zum Teil bedrohte heimische Tier- und Pflanzenarten und sind aufgrund ihrer natürlichen Strukturvielfalt als Trittsteinbiotope im südlichen Stadtgebiet unersetzlich. Die Streuobstbestände tragen wesentlich zum einprägsamen, harmonischen Landschaftsbild bei.
- die Erhaltung der Flächen in ihrer Schönheit und Eigenart und in ihrer Gesamtheit als typischer Landschaftsraum einer Rodungsinsel auf der Buntsandsteinhochfläche im Landschaftsraum der Enz-Nagold-Platten.
- die Bewahrung der die Vielfalt und Eigenart dieser Landschaft prägenden, durch die Standortverhältnisse vorgegebenen und kulturhistorisch gewachsenen Gestaltelemente, insbesondere der Rodungsinsel mit ihrer charakteristischen Ortsbildeingrünung, der natürlichen Standortverhältnisse, besonders der wechselfeuchten und nassen Standorte als Lebensräume zahlreicher, zum Teil bedrohter Tier- und Pflanzenarten, einer an die besonderen Standortverhältnisse angepaßten Landnutzung, der abwechslungsreichen Grenzstrukturen zwischen Wald- und landwirtschaftlichen Nutzflächen.
- den Landschaftscharakter des Schutzgebietes so zu erhalten und zu entwickeln, daß die aufgrund der harmonischen Vielfalt vorhandene Erholungseignung und das typische Landschaftsbild nicht wesentlich beeinträchtigt werden, die Lebensstätten und Lebensgemeinschaften der heimischen Tier- und Pflanzenwelt nicht wesentlich beeinträchtigt werden, die Leistungsfähigkeit eines ausgewogenen Naturhaushaltes im Sinne des Bodenschutzes nachhaltig gesichert werden kann.

Beim Landschaftsteil Eutingen
- die Erhaltung der Flächen nördlich der Enzaue in ihrer Schönheit und Eigenart und in ihrer Gesamtheit als typische Landschaftsräume der wärmebegünstigten Kraichgauuntereinheiten des Pforzheimer Enztales und der Bauschlotter Platte sowie südlich der Enz als charakteristischer Landschaftsraum auf der Grenze zwischen Pforzheimer Enztal, Enz-Nagold-Platten und Östlichem Hagenschieß. Der nördliche Teilbereich des Schutzgebietes stellt einen typischen Landschaftsausschnitt des Naturraumes Bauschlotter Platte dar. Die Muldentäler von Renn- und Igelsbach wurden durch die nur periodisch wasserführenden Fließgewässer ausgeformt. An den Flanken der Täler gedeihen auf flachgründigen Muschelkalk-Böden typische Pflanzengesellschaften trockenwarmer Standorte. Auf der Verebnung der Muschelkalkhochfläche wird das vielfältige Standortmosaik durch ein abwechslungsreiches Nutzungsgefüge aus Äckern, Grünland verschiedenster Trophiestufen, Streuobstwiesen, Hecken und Feldgehölzen nachgezeichnet. Die trockenwarmen Standorte mit ihrer natürlichen Strukturvielfalt sind als Trittsteinbiotope für einen Biotopverbund im nördlichen Stadtgebiet unersetzlich. Das Rennbachtal und die nördlich angrenzenden Bereiche tragen zur Frischluftversorgung des Ortsteiles Eutingen bei. Das Landschaftsbild des südlichen Teilbereiches wird durch das weite Kastental der Enz und die südlich angrenzenden Waldflächen auf den Buntsandstein-Standorten geprägt. Kleinflächige Inseln, an denen der Untere Muschelkalk ansteht, weisen den Raum als typisches Grenzgebiet zum Neckarbecken aus. Das Kerbtal der Mäuerachkinge zeigt in bezeichnender Weise den Übergang zum Landschaftsraum der Enz-Nagold-Platten mit seinen tief in den Buntsandstein eingeschnittenen Kerbtälern (siehe Teilgebiet 8 und 9). Die Waldflächen tragen zur Anreicherung und zum Schutz des empfindlichen Grundwasserkörpers bei. Weiterhin erfüllt der Wald wichtige Funktionen als Erholungswald (Stufe 1 und 2). Die wechselfeuchten Bereiche im ehemaligen Steinbruchgelände sind als Trittsteinbiotope für das südliche Stadtgebiet unersetzlich.
- die Bewahrung der die Vielfalt dieser Landschaften prägenden, geologisch-standörtlich bedingten und historisch gewachsenen Gestaltelementen, insbesondere der trockenwarmen Standorte des Mittleren und Oberen Muschelkalkes mit ihrer typischen Vegetation, ihren Streuobst- und Gehölzbeständen, der Lößlehmstandorte mit ihrer charakteristischen landwirtschaftlichen Nutzung und der weg- und gewässerbegleitenden Gehölz- und Saumstrukturen, der abwechslungsreichen Feld- und Waldgrenze mit ihren gut strukturierten Waldträufen im Bereich des Stadtwalddistriktes Eichenlaub, der naturnahen Auestrukturen und Retentionsflächen im Enztal, der Waldflächen im südlichen Teil mit ihren Wasserschutz- und Erholungsfunktionen.

Beim Landschaftsteil Büchenbronn
- die Erhaltung und Sicherung der Flächen in ihrer Gesamtheit und charakteristischen Ausprägung als repräsentativer Ausschnitt der Rodungsinsel des ehemaligen Waldhufendorfes Büchenbronn mit den natürlichen Entwässerungsrinnen des Pfatschbach- und des Beutbachtales im Naturraum der Enz-Nagold-Platten. Das Landschaftsbild des Schutzgebietes wird durch die ausgedehnten Wälder auf der Buntsandsteinhochfläche und den Talflanken zur Enz und Nagold und zum Pfatsch- und Beutbach mit ihren wichtigen Boden- und Wasserschutz- bzw. Erholungsfunktionen, die noch im Landschaftsbild erkennbare Waldhufenflur mit ihren historisch gewachsenen Geländestrukturen und Landnutzungsformen, die auf missigen Böden über die Gemarkung verstreut liegenden Quell- und Feuchtgebietskomplexe sowie die tief in den Buntsandstein eingeschnittenen Täler von Enz, Pfatsch- und Beutbach geprägt. Streuobstwiesen, Hecken, Magerrasen auf Böschungen und Feuchtgebietskomplexe bilden in diesem Landschaftsraum die wertvollsten Lebensraumkomplexe für seltene Pflanzengemeinschaften und seltene Tierarten. Die nassen bis wechselfeuchten Standorte mit ihrer natürlichen Strukturvielfalt sind als Trittsteinbiotope im südlichen Stadtgebiet unersetzlich. Die Streuobstwiesen im Wacholder tragen wesentlich zur Frischluftversorgung des Ortsteiles Sonnenhof bei. Die Pfatschbachklamm führt als Ventilationsbahn dem Bergwindsystem des Enztales einen wesentlichen Anteil Frischluft zu und trägt damit auch zur Frischluftversorgung der westlichen Stadtbereiche bei.
- die Bewahrung der die Vielfalt und Eigenart dieser Landschaft prägenden, durch die geologischen Verhältnisse vorgegebenen und kulturhistorisch gewachsenen Gestaltelemente, insbesondere der ausgedehnten Waldbestände mit ihren vielfältigen Wohlfahrtsfunktionen hinsichtlich Wasser- und Bodenschutz und stadtnaher Erholung, der abwechslungsreichen, teilweise strukturreichen Feld- und Waldgrenze, der natürlichen Taleinschnitte von Beut- und Pfatschbach mit ihren im Einzugsgebiet liegenden Quellfluren, Hochstaudenbeständen und Feuchtgebietskomplexen, der übrigen geologisch bedingten Feuchtgebietskomplexe mit ihrer vielfältigen Pflanzen- und Tierwelt, der zum Teil ausgedehnten und alten Streuobstbestände mit ihren landschaftstypischen aus der Egertwirtschaft entstandenen Grünlandgesellschaften der Berg-Glatthaferwiesen und der damit verbundenen vielfältigen Tierwelt, der wegbegleitenden Böschungsabsätze mit ihren Magerrasen und Hecken.
- den Landschaftscharakter des Schutzgebietes so zu erhalten und zu entwickeln, daß die aufgrund der harmonischen Vielfalt vorhandene Erholungseignung und das typische Landschaftsbild nicht wesentlich beeinträchtigt werden, die Lebensstätten und Lebensgemeinschaften der heimischen Tier- und Pflanzenwelt nicht wesentlich beeinträchtigt werden, die Leistungsfähigkeit eines ausgewogenen Naturhaushaltes im Sinne der Förderung der positiven bioklimatischen Auswirkungen von Kaltluftproduktion und -abfluß, des Wasser- und Bodenschutzes nachhaltig gesichert werden kann.

Beim Landschaftsteil Huchenfeld
- die Erhaltung und Sicherung der Flächen in ihrer Gesamtheit und charakteristischen Ausprägung als repräsentativer Ausschnitt der Rodungsinsel des Ortsteiles Huchenfeld mit den natürlichen Entwässerungsrinnen zum Nagold- und Würmtal im Naturraum der Enz-Nagold-Platte. Prägende Merkmale dieser Landschaft sind die ausgedehnten Wälder auf der Buntsandsteinhochfläche und den Talflanken zur Nagold mit ihren wichtigen Boden- und Wasserschutz- bzw. Erholungsfunktionen, strukturreiche Waldrandsituationen, landschaftsbildprägende Streuobstwiesenkomplexe, die an Schichtquellbereichen entstandenen Feuchtgebietskomplexe und die zum Teil tief in den Buntsandstein eingeschnittenen Kerbtäler von Gaiers-, Leuters, Jettenbrunnen- und Erzklinge. Streuobstwiesen, Hecken und Feuchtgebietskomplexe bilden in diesem Landschaftsraum die wertvollsten Lebensraumkomplexe für seltene Pflanzengemeinschaften und seltene Tierarten. Die nassen bis wechselfeuchten Standorte mit ihrer natürlichen Strukturvielfalt sind als Trittsteinbiotope im südlichen Stadtgebiet unersetzlich.Erzklinge und Jettenbrunnenldinge tragen mit Teilen ihres Einzugsgebietes zum Bergwindsystem des Würmtales und damit zur Frischluftversorgung der Pforzheimer Innenstadt bei.
- die Bewahrung der die Vielfalt und Eigenart dieser Landschaft prägenden, durch die geologischen Verhältnisse vorgegebenen und kulturhistorisch gewachsenen Gestaltelemente, insbesondere der ausgedehnten Waldbestände mit ihren vielfältigen Wohlfahrtsfunktionen hinsichtlich Wasser- und Bodenschutz und stadtnaher Erholung, der abwechslungsreichen Feld- und Waldgrenze, der natürlichen Taleinschnitte von Gaiers-, Leuters-, Jettenbrunnen- und Erzklinge mit ihren teilweise im Einzugsgebiet liegenden Quellfluren, Hochstaudenbeständen und Feuchtgebietskomplexen, der übrigen geologisch bedingten Feuchtgebietskomplexe mit ihrer vielfältigen Pflanzen- und Tierwelt, der landschaftsprägenden Streuobstbestände mit ihren typischen aus der Egertwirtschaft entstandenen Grünlandgesellschaften der Berg-Glatthaferwiesen sowie der Hecken und der damit verbundenen vielfältigen Tierwelt.
- den Landschaftscharakter des Schutzgebietes so zu erhalten und zu entwickeln, daß die aufgrund der harmonischen Vielfalt vorhandene Erholungseignung und das typische Landschaftsbild nicht wesentlich beeinträchtigt werden, die Lebensstätten und Lebensgemeinschaften der heimischen Tier- und Pflanzenwelt nicht wesentlich beeinträchtigt werden, die Leistungsfähigkeit eines ausgewogenen Naturhaushaltes im Sinne der Förderung der positiven bioklimatischen Auswirkungen von Kaltluftproduktion und -abfluß, des Wasser- und Bodenschutzes nachhaltig gesichert werden kann.